# Corynebacterium pseudotuberculosis
Corynebacterium pseudotuberculosis é uma bactéria gram-positiva que possui forma de bacilo, apresentando-se também sob forma de cocos ou filamentos. São anaeróbios facultativos, catalase e urease positivos, fermentam glicose e ribose, sem produção de gás, e cerca de 80% dos isolados fermentam a maltose, mas não fermentam lactose, manose e sacarose. Não produz esporos e são imóveis, possuindo pili, e são capazes de produzir biofilme (Moura-Costa 2002, Abreu et al. 2008a, Proft & Baker 2009).
Crescem bem em ágar acrescido de 5% de sangue ovino, caprino, bovino ou equino, entre 24 e 72 horas de incubação, apresentam temperatura e pH de crescimento ótimos a 37°C e 7,0, respectivamente, crescendo bem em ambiente com 5% de CO2; medem em torno de 0,5 a 0,6µm por 1 a 3µm. Formam colônias que variam de branco-acinzentado a amarelado com aspecto opaco, e circundados por halo de β-hemólise (Pugh 2004). As colônias apresentam-se secas e não aderidas ao meio (Ribeiro et al. 2011) e não são álcool-ácido resistentes como as micobactérias (Motta et al. 2010).